# ゆかり セレクト なう!!
ゆかり セレクト なう!!は、IBC岩手放送（IBCラジオ）で毎週土曜20:45 - 21:00に放送されていたラジオ番組（2010年10月9日開始）

## パーソナリティー
- 佐々木由香利（ボーカリスト）

## 概要
佐々木由香利自身がテーマ別・場面別に選曲した新旧の洋楽・邦楽で綴る15分枠の番組。2010年9月26日（日曜）の9:20 - 9:35に単発特番扱いで放送され、同年10月改編時よりレギュラー化された。エンディングでは佐々木由香利自身が歌っている曲「あなたにアクセス」が流れる。
番組は「ゆかり セレクト JAZZ」、「JAZZのソムリエ」と発展した後自身が活動拠点を東京に移した事で、2011年9月26日の放送をもって終了した。

## 備考
- 2011年3月19日と同月26日には同じ土曜の16:20 - 16:35にも当番組が単発特番扱いで放送された（本来当枠で放送されている東北放送制作のブロックネット番組「チアーズヴォイス」が東日本大震災関連報道特番で無期限休止されている為）。

## 関連番組
- こちら志家町6-1（当番組の次枠に放送。佐々木由香利が引き続き出演していた。）